# 脾脏
脾臟（spleen）或脾，是脊椎动物位于胃后方的球形、卵形或纺锤形的体内最大的淋巴器官，主要由淋巴组织构成，富含血管和血窦，具有免疫应答、滤血、储血和造血等功能，属于免疫系统的一部分。
人類的脾臟位於腹腔的左上方，由紅髓、白髓、邊緣區，以及包覆其外的被膜、小樑組成。健康成人的脾臟約重150-200克:68。活體時，脾爲暗紅色，質軟而脆，在受嚴重撞擊時容易破裂:129。
脾是人類成體最大的淋巴器官。在成體內的主要功能爲儲存免疫細胞、濾血以及儲血。脾臟內有各類淋巴細胞，主要由B細胞（大約60%）和T細胞組成，另外亦有少量NK細胞，當身體受病原體入侵時，脾內的免疫細胞即會做出免疫反應。脾臟的濾血作用則主要由巨噬細胞執行。脾內的巨噬細胞可以清除血液中的異物、抗原，以及衰老的紅血球:132。另外，脾內可以儲存一定的血液，馬、犬的脾臟的儲血量甚至可達總血量的1/4，但人脾儲血量較少，只有40毫升。身體缺血時，脾臟被膜和小樑中的平滑肌可發生收縮，將其中的血液擠出。
在胚胎發育早期，脾亦有造血功能，但紅骨髓開始造血後，脾即逐漸喪失造血功能，惟成年後，脾内仍有少量造血幹細胞，當身體嚴重缺血或出現嚴重造血障礙時，脾可恢復造血功能:35。

## 外觀與位置
人體的脾臟位於腹腔左上方，與第9-11肋相對，長軸與第10肋一致。脾可分爲光滑隆凸的膈面、和凹陷的臟面兩面。臟面前上方與胃底相連，後下方與左腎和左腎上腺相連。神經、血管自臟面中央的脾門處出入脾臟。脾臟除與胰腺連接處和脾門處外，均被腹膜包裹。腹膜皱襞形成的韌帶對脾起了支持和保護的作用:129。
脾臟在活體時爲暗紅色，上緣較銳，有2-3個切痕，而下緣則相對鈍厚。脾質脆而軟，受暴擊後易破碎。成人的脾臟重約150-200克。正常情況下，脾無法被觸及，腫大的脾則容易被觸到:129。

## 發育
在人體的胚胎發育過程中，大部分胃腸道都是分化自內胚層的（分化自神經脊的腎上腺除外），但脾卻是自間充質組織發育而來。胚胎發育第12週時，造血幹細胞會遷入脾中，引發脾的造血功能。出生後，人脾的造血功能基本喪失，但在特定條件下可恢復造血功能:35:132。

## 功能

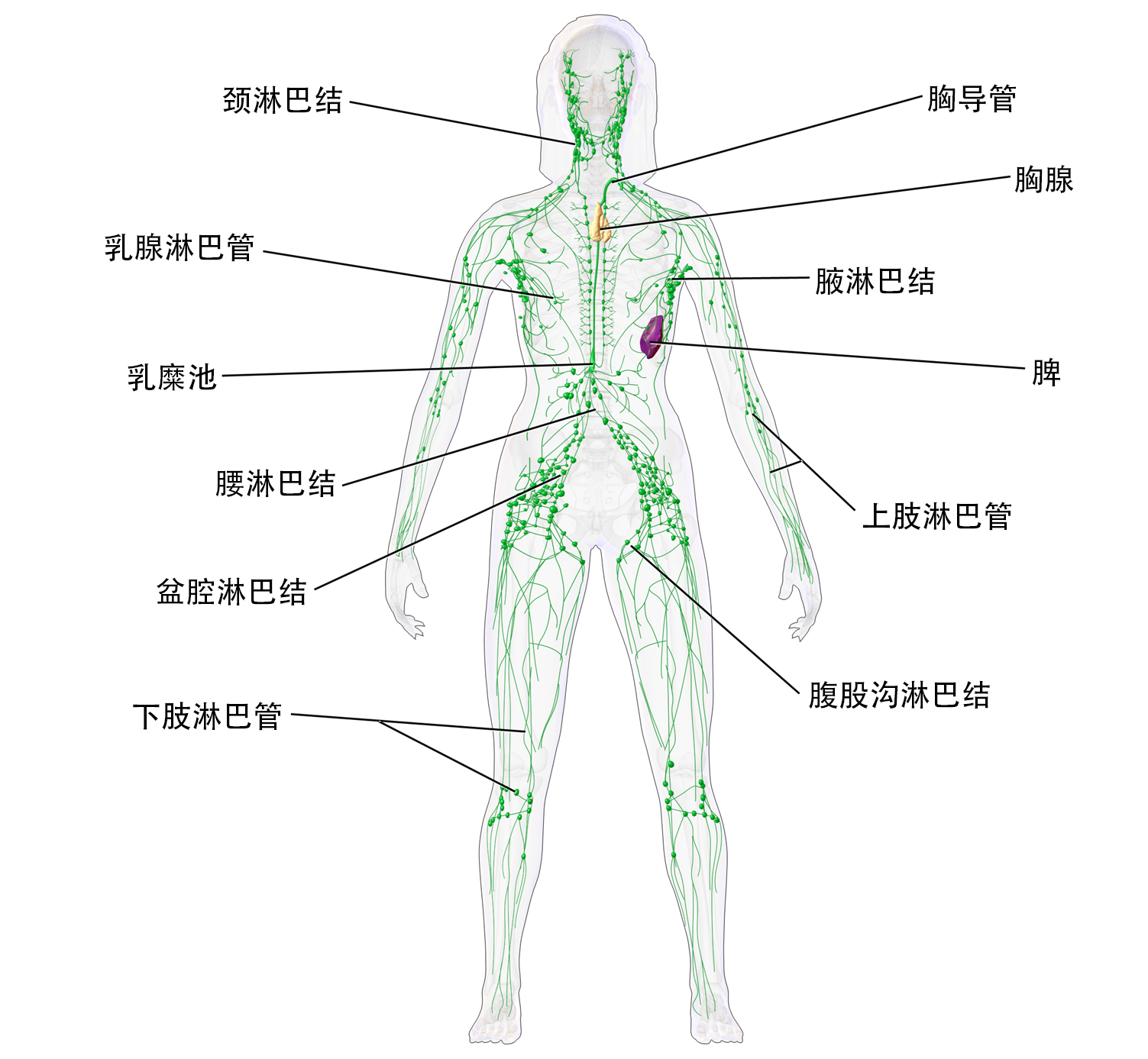
淋巴系統中的脾脏

脾臟有濾血的功能。邊緣區和脾索是濾血的主要場所。脾內的大量巨噬細胞可以清除衰老的血細胞（比如紅細胞）、抗原和異物。此外，侵入人體血內的抗原，可在脾內激發免疫反應。此外，脾還能夠儲藏血液。人脾可以儲存約40毫升的血液，馬的脾臟則存儲了馬體內大約30%的紅細胞。胚胎發育早期，脾有造血的功能。但出生後脾的造血功能基本消失，僅在部分條件（例如人體出現嚴重造血障礙時）刺激下才能夠恢復。

## 構造
脾由被膜、小梁、白髓、紅髓、邊緣區幾部分組成:129。
脾臟的被膜較厚，被膜表面大部分還覆有漿膜。被膜和脾門的結締組織伸入脾的實質，形成許多的小梁。這些小梁互相連接，形成了脾臟的粗支架。小梁間的網狀組織結構則形成了脾淋巴組織的細微支架。被膜和小梁內的平滑肌細胞可以通過舒張或鄒縮調節脾的含血量:129。
脾臟內的白髓位於脾內小動脈的周圍，由靠外的含有B細胞和CD4+T細胞的邊帶和內部圍繞血管形成的淋巴鞘兩部分構成。因爲該部分在脾的新鮮切片上呈散佈的灰白色小點狀，故名「白髓」:68。另外，正常人體內含量很少、主要由B細胞構成的脾小結也是白髓的一部分:130。
紅髓則佔到了脾實質的三分之二，因爲紅髓含有大量的紅細胞，所以顯紅色。紅髓由脾索和脾竇兩部分組成。其中，脾索由富含血細胞的索狀淋巴組織構成，大部分穿過它的血液都能夠穿過它重新回到循環系統，惟衰老的紅細胞和血小板以及異物會在此被吞噬。血竇則充滿了血液，抗原和淋巴細胞均是通過它進入脾臟的。脾竇壁附近有不少巨噬細胞，它們的凸起可以伸入脾竇的腔內:130:68。
脾還有一種名爲「邊緣區」的結構。該結構是紅髓和白髓的交界處，寬達100微米。其中的淋巴細胞分佈比白髓稀疏，但比紅髓要密一些。從胸腺或骨髓遷入脾的淋巴細胞會在這裏進一步成熟。該區域有大量的巨噬細胞，可對抗原進行處理:131。B細胞通常會在這裏開始活化:68。邊緣區是脾內首先捕獲、識別抗原的區域，是引發免疫反應的重要部位，也是血液中淋巴細胞進入脾內淋巴組織的重要通路:131。
值得注意的是，脾沒有輸入淋巴管，脾內也沒有淋巴竇，取而代之的是大量的血竇（脾竇）:68:129。

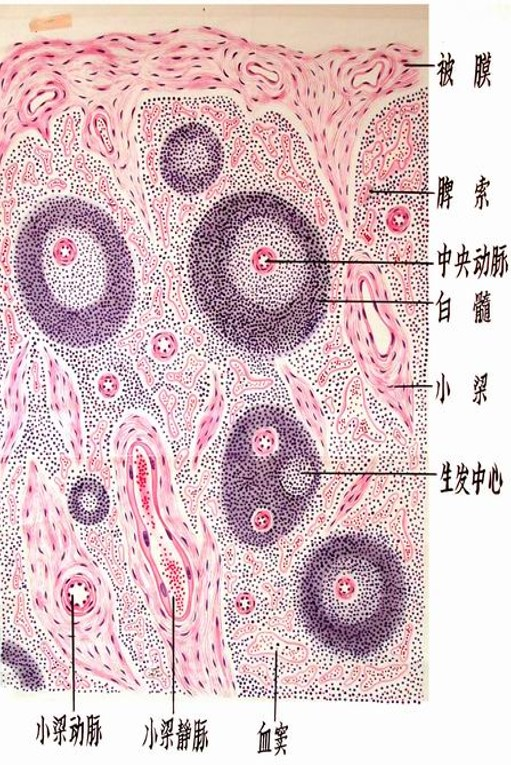
脾切面機能图1
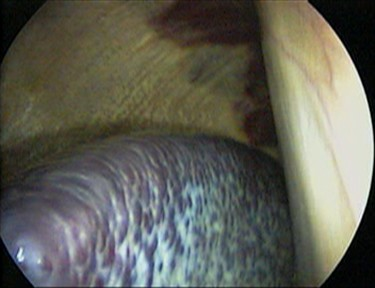
一匹马的脾脏腹腔镜图像（紫灰相间器官）
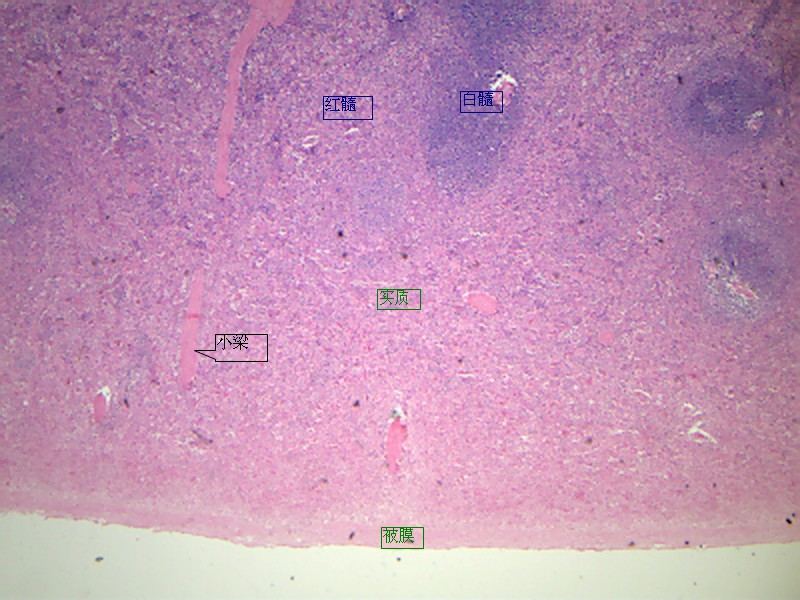
经蘇木精-伊紅（HE）染色的脾

## 中醫中的「脾」
中國古代典籍中（比如《難經》）中有對脾的描述。其中對脾的色澤和形狀的描述均與現代解剖學的結論相接近。但有說法指出，中醫因解剖條件的限制，把難以觀察的胰腺歸爲了脾的附屬器官，故中醫上的「脾」應包括現代解剖學中的胰腺和脾臟。

## 备注
1. ↑  在無特別指明情況下，本文中「脾」或「脾臟」專指人的脾臟